# Upplands runinskrifter 386
Upplands runinskrifter 386 är tre vikingatida runstensfragment av röd sandsten som hittades i Sankt Olofs kyrkoruin, Sigtuna och Sigtuna kommun. Fragmenten påträffades i kyrkoruinen av Emil Eckhoff på 1900-talets början. Runstensfragmenten flyttades till SHM och är deponerade på Sigtuna museum. Ett av de tre fragmenten har runor.
Fragment A är fragmentet med runor. Det är 30 gånger 29 centimeter. Ytan är jämn och slät och ristningen tydlig. Fragment B innehåller enbart ornamentik, bland annat en djurfot, och är 13 gånger 15 centimeter. Fragment C innehåller också endast ornamentik och har måtten 12 gånger 16 centimeter.

## Inskriften
Translitterering av runraden:
... ...rn × faþ(u)... ...
Normalisering till runsvenska:
... [Bio]rn, faðu[r sinn].
Översättning till nusvenska:
[Bio]rn, fadu[r sinn].